# خوان باوتيستا سيبالوس
خوان باوتيستا سيبالوس (بالإسبانية: Juan Bautista Ceballos) (و. 1811 – 1859 م) هو سياسي، ومحام من المكسيك .